# Yo no vengo a decir un discurso
Yo no vengo a decir un discurso es un libro de Gabriel García Márquez presentado el 29 de octubre de 2010 y editado por la editorial Mondadori, que reúne veintidós textos del autor colombiano. Abarca un periodo de 1944, con el primer discurso del autor colombiano a los diecisiete años con motivo de su graduación del Liceo de Zipaquirá, hasta 2007, con su charla en México ante las Academias de la Lengua y los reyes de España. El título del libro hacer referencia a ese primer discurso que, en su inicio, señalaba: «Generalmente, en todos los actos sociales como éste, se designa una persona para que diga un discurso. Esa persona busca siempre el tema más apropiado y lo desarrolla ante los presentes. Yo no vengo a decir un discurso».
La obra se publicó seis años después de su último libro Memoria de mis putas tristes y fue la última que se lanzó antes de su fallecimiento en 2014. La mayoría de los textos que incluyó fueron inéditos y abarcaron diversos asuntos, como los «problemas de Colombia, la proliferación nuclear o los desastres ecológicos, incluso el futuro de la juventud y la educación en América Latina». Entre otros, incorporó La soledad de América Latina, el discurso que pronunció al recibir el premio Nobel de Literatura, El mejor oficio del mundo, para la 52.ª Asamblea de la Sociedad Interamericana de Prensa en 1996, su conferencia Cómo comencé a escribir, pronunciada en Caracas en 1970, Por ustedes, con motivo su premiación con el Premio Rómulo Gallegos por Cien años de soledad, así como sus homenajes a otros escritores, como Álvaro Mutis y Julio Cortázar.